# Barbara Everest
Barbara Mary Everest (19 de janeiro de 1890 – 9 de fevereiro de 1968) foi uma atriz de cinema britânica. Sua primeira atuação no cinema foi no filme de 1916, The Man Without a Soul. 

## Filmografia parcial
- Testimony (1920)
- The Bigamist (1921)
- Fox Farm (1922)
- A Romance of Old Baghdad (1922)
- The Persistent Lovers (1922)
- The Lodger (1932)
- When London Sleeps (1932)
- Commandos Strike at Dawn (1942)